# Rôle du hasard dans les découvertes scientifiques
Le rôle du hasard, ou « chance », dans la science comprend toutes les façons dont les découvertes inattendues sont faites.
De nombreux domaines, en particulier la psychologie, s'intéressent à la façon dont la science interagit avec le hasard - en particulier la «sérendipité» (les accidents qui, par la sagacité, se transforment en opportunités). Le psychologue Kevin Dunbar et ses collègues estiment qu'entre 30% et 50% de toutes les découvertes scientifiques sont accidentelles dans un certain sens (voir les exemples ci-dessous).
Le psychologue Alan A. Baumeister dit qu'un scientifique doit être "sagace" (attentif et intelligent) pour bénéficier d'un accident. Dunbar cite l'affirmation de Louis Pasteur selon laquelle «le hasard ne favorise que l'esprit préparé». L'esprit préparé, suggère Dunbar, est celui qui est formé à la rigueur observationnelle. Dunbar ajoute qu'il y a beaucoup d'écrits sur le rôle que joue la sérendipité («les heureux accidents») dans la méthode scientifique,,.
La recherche suggère que les scientifiques apprennent diverses heuristiques et pratiques qui permettent à leurs investigations de bénéficier, et de ne pas souffrir, des accidents. Premièrement, des conditions de contrôle rigoureuses permettent aux scientifiques d'identifier correctement quelque chose comme "inattendu". Une fois qu'une découverte est reconnue comme légitimement inattendue et qu'elle a besoin d'être expliquée, les chercheurs peuvent tenter de l'expliquer: ils travaillent dans diverses disciplines, avec différents collègues, essayant différentes analogies pour comprendre la première découverte curieuse.

## Préparation pour faire des découvertes

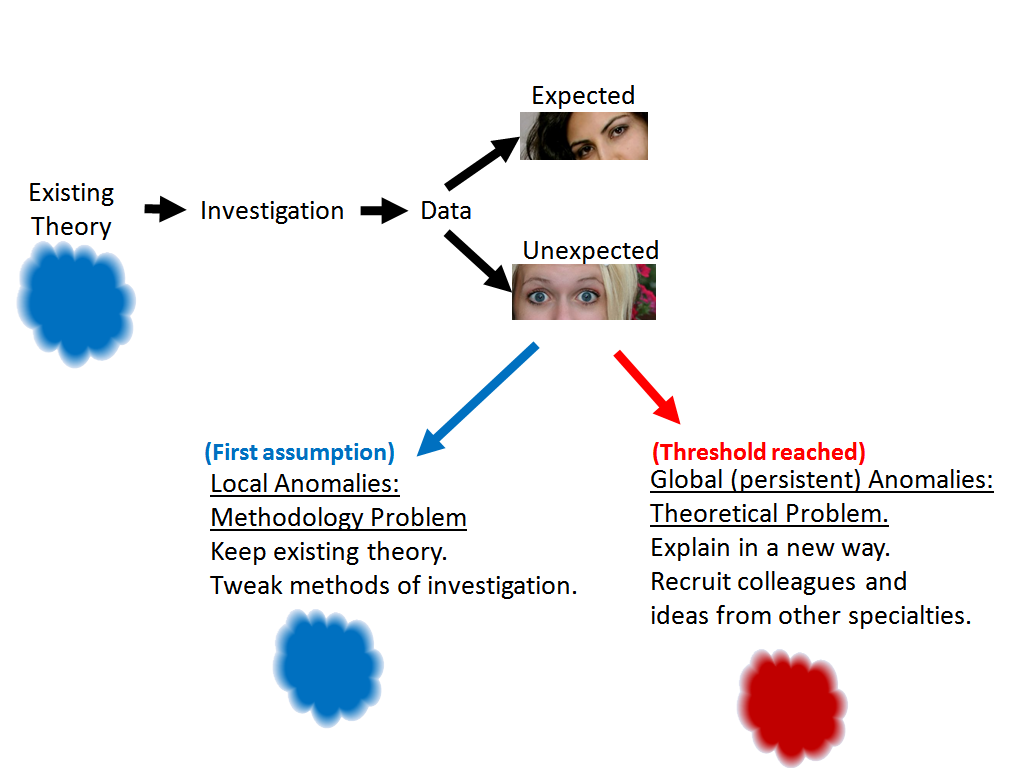
Un modèle basé sur le travail de Kevin Dunbar et Jonathan Fugelsang. Les deux disent que la première étape consiste à réaliser un résultat inattendu et inexpliqué.

Les découvertes accidentelles ont été un sujet de discussion surtout à partir du 20e siècle. Kevin Dunbar et Jonathan Fugelsang disent qu'entre 33% et 50% de toutes les découvertes scientifiques sont inattendues. Cela aide à expliquer pourquoi les scientifiques appellent souvent leurs découvertes «chanceuses», et pourtant les scientifiques eux-mêmes peuvent ne pas être en mesure de détailler exactement quel rôle a joué la chance (voir aussi illusion d'introspection (en)). Dunbar et Fugelsang croient que les découvertes scientifiques sont le résultat d'expériences soigneusement préparées, mais aussi d'esprits «préparés».
L'auteur Nassim Nicholas Taleb appelle la science "anti-fragile". Autrement dit, la science peut réellement utiliser - et tirer profit - du chaos du monde réel. Alors que certaines méthodes d'investigation sont fragiles face à l'erreur humaine et au hasard, la méthode scientifique repose sur le hasard de nombreuses façons. Taleb croit que plus le système est anti-fragile, plus il prospérera dans le monde réel,. Selon M. K. Stoskopf, c'est de cette manière que la sérendipité est souvent le «fondement d'importants progrès intellectuels» en science.
Le mot «sérendipité» est souvent compris comme simplement «un heureux accident», mais Horace Walpole a utilisé le mot «sérendipité» pour désigner un certain type d'heureux accident: celui qui ne peut être exploité que par une personne «sagace» ou intelligente. Ainsi, Dunbar et Fugelsang parlent, pas seulement de la chance ou du hasard en science, mais spécifiquement de la "sérendipité" en science.
Dunbar et Fugelsang suggèrent que le processus de découverte commence souvent lorsqu'un chercheur trouve des bogues dans son expérience. Ces résultats inattendus conduisent un chercheur à douter de lui-même et à tenter de corriger ce qu'il pense être une erreur dans sa propre méthodologie. Le premier recours consiste à expliquer l'erreur en utilisant des hypothèses locales (par exemple des analogies typiques de la discipline). Ce processus est également local dans le sens où le scientifique est relativement indépendant ou travaille avec un partenaire. Finalement, le chercheur décide que l'erreur est trop persistante et systématique pour être une coïncidence. Le doute de soi est complet, et les méthodes deviennent donc plus larges: le chercheur commence à penser à des explications théoriques de l'erreur, cherchant parfois l'aide de collègues de différents domaines d'expertise. Les aspects hautement contrôlés, prudents, curieux et même sociaux de la méthode scientifique sont ce qui la rend bien adaptée à l'identification des erreurs systématiques persistantes (anomalies).
Albert Hofmann, le chimiste suisse qui a découvert les propriétés psychédéliques du LSD quand il a essayé de l'ingérer dans son laboratoire, a écrit : "Il est vrai que ma découverte du LSD était une découverte fortuite, mais elle était le résultat d'expériences planifiées et ces expériences se sont déroulées dans le cadre de la recherche pharmaceutique et chimique systématique. Il pourrait être mieux décrit comme sérendipité."
Dunbar et ses collègues citent les découvertes de Hofmann et d'autres comme ayant impliqué la sérendipité. En revanche, l'esprit peut être «préparé» d'une manière qui entrave la sérendipité - rendant de nouvelles connaissances difficiles ou impossibles à admettre. Le psychologue Alan A. Baumeister décrit au moins un exemple: le chercheur Roy Heath n'a pas reconnu les "circuits cérébraux du plaisir "(dans les noyaux septaux). Lorsque Heath a stimulé le cerveau de ses patients schizophrènes, certains d'entre eux ont déclaré ressentir du plaisir - une découverte que Heath aurait pu explorer. Heath, cependant, était «préparé» (basé sur des croyances antérieures) pour que les patients rapportent la vigilance, et quand d'autres patients l'ont fait, c'était sur les rapports de vigilance que Heath a concentré ses enquêtes. Heath n'a pas réalisé qu'il avait vu quelque chose d'inattendu et d'inexpliqué.

### Le cerveau
Fugelsang et Dunbar observent des scientifiques alors qu'ils travaillent ensemble dans des laboratoires ou analysent des données, mais ils utilisent aussi des paramètres expérimentaux et même la neuro-imagerie. L'IRMf a révélé que des résultats inattendus étaient associés à une activité cérébrale particulière. Il a été trouvé que des résultats inattendus activent le cortex préfrontal, ainsi que l'hémisphère gauche en général. Cela suggère que des découvertes inattendues provoquent plus d'attention, et le cerveau applique plus de systèmes linguistiques et conscients pour aider à expliquer ces résultats. Cela soutient l'idée que les scientifiques utilisent des capacités particulières qui existent dans une certaine mesure chez tous les humains.
D'un autre côté, Dunbar et Fugelsang disent qu'un ingénieux plan expérimental (et des conditions de contrôle) peut ne pas être suffisant pour que le chercheur apprécie correctement quand une découverte est «inattendue». Les découvertes sérendipiteuses exigent souvent certaines conditions mentales chez l'investigateur au-delà de la rigueur. Par exemple, un scientifique doit tout savoir sur ce qui est attendu avant de pouvoir être surpris, et cela nécessite de l'expérience sur le terrain. Les chercheurs doivent également avoir la sagacité de savoir investir dans les découvertes les plus curieuses.

## Découvertes fortuites
Royston Roberts dit que diverses découvertes exigent un certain degré de génie, mais aussi un élément chanceux pour que ce génie puisse agir. Richard Gaughan écrit que les découvertes accidentelles résultent de la convergence de la préparation, de l'opportunité et du désir.
Un exemple de chance en science est quand les médicaments sous enquête deviennent connus pour différentes utilisations inattendues. C'est le cas du minoxidil (un vasodilatateur antihypertenseur qui ralentit également la chute des cheveux et favorise la repousse des cheveux chez certaines personnes) et du sildénafil (un médicament contre l'hypertension artérielle pulmonaire, désormais connu sous le nom de «Viagra», utilisé pour traiter la dysfonction érectile). 
Les effets hallucinogènes de l'acide lysergique diéthylamide (LSD) ont été découverts par Albert Hofmann, qui travaillait à l'origine avec la substance pour essayer de traiter les migraines et les saignements après l'accouchement. Hofmann a éprouvé des distorsions mentales et a soupçonné qu'il pouvait s'agir des effets du LSD. Il a décidé de tester cette hypothèse sur lui-même en prenant ce qu'il croyait être "une quantité extrêmement faible": 250 microgrammes. Aujourd'hui, les utilisateurs prennent généralement environ 20-30 microgrammes, et la description de Hofmann de ce qu'il a éprouvé à la suite de prendre autant de LSD est considéré par Royston Roberts comme "l'un des récits les plus effrayants dans l'histoire médicale enregistrée".